# Andreas Hetzel
Andreas Hetzel (* 7. Januar 1965 in Münster) ist ein deutscher Philosoph und seit 2015 Professor für Sozialphilosophie an der Stiftung Universität Hildesheim.

## Leben
Andreas Hetzel studierte von 1986 bis 1993 Philosophie, Germanistik, Publizistik und Soziologie an der Westfälischen Wilhelms-Universität Münster und an der Goethe-Universität Frankfurt. An der Universität Münster erwarb er 1993 den Magister artium (Ästhetische Welterschließung bei Oswald  Spengler und Walter Benjamin). Die Promotion (Zwischen Poiesis und Praxis. Elemente einer kritischen Theorie der Kultur) erfolgte 1999 an der TU Darmstadt. Dort habilitierte er sich auch mit der Schrift Rhetorisches Sprachdenken. Eine Pragmatik jenseits der Handlungstheorie (2009). Neben unterschiedlichen Positionen an philosophischen Instituten, u. a. in Chemnitz, Darmstadt, Innsbruck, Wien und Magdeburg, erfolgte 2013 ein Ruf auf eine Professur für Philosophie an die Fatih University in Istanbul und 2015 ein Ruf auf eine Professur für Sozialphilosophie in Hildesheim, wo er bis heute lehrt.
Zu seinen Arbeitsgebieten zählen Sprachphilosophie, Politische Philosophie, Kultur- und Sozialphilosophie, Philosophische Ästhetik und Umweltethik. Von 2019 bis 2023 war er Sprecher des DFG-Graduiertenkollegs 2477 „Ästhetische  Praxis“.

## Schriften (Auswahl)
- seit 2015 Mitherausgeber der Allgemeinen Zeitschrift für Philosophie
- seit 2020 Mitherausgeber der Beihefte der Allgemeinen Zeitschrift für Philosophie
- seit 2021 Mitherausgeber von Rhetorik. Ein internationales Jahrbuch
- Mitherausgeber (mit Oliver Flügel-Martinsen) der Buchreihe Zeitgenössische Diskurse des Politischen
- Mitherausgeber (mit Lucilla Guidi, Fiona McGovern und Thomas Lange) der Buchreihe Ästhetische Praxis. Transdisziplinäre Perspektiven

Monografien
- Vielfalt achten. Eine Ethik der Biodiversität, Bielefeld 2024 (transcript)
- Die Wirksamkeit der Rede. Zur Aktualität klassischer Rhetorik für die moderne Sprachphilosophie, Bielefeld 2011 (transcript)
- Interpretationen: Hauptwerke der Sozialphilosophie, Mit Gerhard Gamm und Markus Lilienthal, Stuttgart 2001 (Reclam)
- Zwischen Poiesis und Praxis. Elemente einer kritischen Theorie der Kultur, Würzburg 2001 (Königshausen & Neumann)
- Ästhetische Welterschließung bei Oswald Spengler und Walter Benjamin (Magisterarbeit, Universität Münster), Münster 1993

Herausgaben
- Demokratie als Lebensform, mit K. Wille. Schwerpunktheft der Allgemeinen Zeitschrift für Philosophie, AZP 48.2/2023 (frommann-holzboog)
- Allegorien des Bewusstseins. Versuche wider die Eindeutigkeit, mit J. Gallus, D. Götsch, G. Kertelge, J. Martin, Freiburg 2021 (Alber)
- Kultur, Sprache, Einbildungskraft. Gaston Bachelard und die deutschsprachige Philosophie, mit R. Calin, Tübingen 2021 (frommann-holzboog)
- Widerstand und ziviler Ungehorsam im Anthropozän, mit J. Manemann, Schwerpunktheft der Allgemeinen Zeitschrift für Philosophie. AZP 45.2/2020 (frommann-holzboog)
- Radikale Demokratie. Zum Staatsverständnis von Chantal Mouffe und Ernesto Laclau, Baden-Baden 2018 (Nomos)
- Rhetorik und Philosophie. Ein Handbuch, mit G. Posselt, Berlin 2017 (de Gruyter)
- Postdemokratie und die Verleugnung des Politischen, mit G. Unterthurner, Baden-Baden 2016 (Nomos)
- Ethik. Wozu und wie weiter?, mit G. Gamm, Bielefeld 2015 (transcript)
- Rhetorik und Pragmatik, Bd. 32, Berlin/Boston 2013 (de Gruyter)
- Profile negativistischer Sozialphilosophie. Ein Kompendium, Deutsche Zeitschrift für Philosophie, Sonderband, Bd. 32, mit B. Liebsch und H. R. Sepp, Berlin 2011 (Akademie-Verlag)
- Alterität und Anerkennung, mit H. Salaverría und D. Quadflieg, Baden-Baden 2011 (Nomos-Verlag)
- Unbedingte Demokratie. Fragen an die Klassiker neuzeitlichen politischen Denkens, mit R. Heil u. D. Hommrich, Baden-Baden 2011 (Nomos-Verlag)
- Negativität und Unbestimmtheit. Beiträge zu einer Philosophie des Nichtwissens, Festschrift für Gerhard Gamm, Bielefeld 2009 (transcript)
- Pragmatismus. Philosophie der Zukunft?, mit J. Kertscher u. M. Rölli, Weilerswist 2008 (Velbrück)
- Die unendliche Aufgabe. Perspektiven und Kritik der Demokratietheorie, mit R. Heil, Bielefeld 2006 (transcript)
- Unbestimmtheitssignaturen der Technik, mit G. Gamm, Bielefeld 2005 (transcript)
- Die Rückkehr des Politischen. Demokratietheorien der Gegenwart, mit O. Flügel u. R. Heil, Darmstadt 2004 (WBG)
- Die Gesellschaft im 21. Jahrhundert. Perspektiven auf Arbeit, Leben, Politik, mit G. Gamm u. M. Lilienthal, Frankfurt a. M. 2004 (Campus)
- Georges Bataille. Vorreden zur Überschreitung, mit P. Wiechens, Würzburg 1999 (Königshausen & Neumann)

## Belege
1. ↑  DFG-Graduiertenkolleg 2477 - Ästhetische Praxis. ni-hildesheim.de, abgerufen am 5. April 2020.

| Personendaten    | Personendaten       |
| ---------------- | ------------------- |
| NAME             | Hetzel, Andreas     |
| KURZBESCHREIBUNG | deutscher Philosoph |
| GEBURTSDATUM     | 7. Januar 1965      |
| GEBURTSORT       | Münster             |